# Espàrtoc III
Espàrtac III o Espàrtoc III (?) (Spartacus o Spartocus) fou un rei del Bòsfor Cimmeri.
Era fill del rei Eumel del Bòsfor al que va succeir vers el 304 aC. Va regnar una vints anys. En aquest temps Espàrtoc III era tributari dels escites. El va succeir el seu germà o germanastre Leucanor.